# Amaral (football, 1954)
Pour les articles homonymes, voir Amaral.
João Justino Amaral dos Santos, plus connu sous le nom d'Amaral, né le 25 décembre 1954 à Campinas dans l'État de São Paulo et mort le 31 mai 2024, est un footballeur international brésilien, qui joue au poste de défenseur.

## Biographie

### Carrière en sélection
Avec l'équipe du Brésil, il dispute 40 matchs (pour aucun but inscrit) entre 1975 et 1980. Il figure notamment dans le groupe des sélectionnés lors des Copa América de 1975 et de 1979.
Il participe également à la coupe du monde de 1978. Il dispute 7 rencontres comptant pour les tours préliminaires de la Coupe du monde.

## Palmarès

### Palmarès en club
| Corinthians - Championnat de São Paulo (1) : - Champion : 1979. |  | Club América - Championnat du Mexique (1) : - Champion : 1983-84. |

### Palmarès individuel
- Bola de Prata (1) : 1975